# Lana Golob
Lana Golob (Šmartno ob Paki, Savinia, Eslovenia, 26 de octubre de 1999) es una futbolista eslovena. Juega como defensa y su equipo actual es el Basel Frauen de la Superliga Femenina de Suiza.

## Trayectoria
Golob se formó futbolísticamente en las categorías inferiores del Rudar Škale, con el que debutó en la 1.ŽNL, la primera división femenina eslovena, en la temporada 2015-16. En el verano de 2017, dejó el Rudar Škale y se transfirió al Radomlje, donde solo jugó una temporada.
Entre 2018 y 2021, estuvo en los Estados Unidos para estudiar en la Universidad de la Mancomunidad de Virginia, formando parte del equipo de fútbol universitario femenino (VCU Rams). En el verano de 2020 regresó a Eslovenia para jugar la primera parte de la temporada 2020-21 en las filas del Pomurje, disputando también la Liga de Campeones Femenina de la UEFA 2020-21, en la que el Pomurje fue eliminado en los octavos de final. En el 2021, Golob ganó la Atlantic 10 Conference con VCU Rams, siendo también nombrada mejor defensora de la temporada.
El 4 de enero de 2022, se hizo oficial su fichaje por el Napoli Femminile de la Serie A italiana.

## Selección nacional
Es internacional con la selección de Eslovenia, con la que ha totalizado 13 presencias y 2 goles. Debutó el 6 de marzo de 2018, en el partido amistoso ante Serbia (2-2). Marcó su primer gol el 12 de junio de 2021, en un amistoso contra Croacia, que finalizó con resultado de 4-1 favorable a las eslovenas.

## Clubes
| Club             | País      | Año         |
| ---------------- | --------- | ----------- |
| Rudar Škale      | Eslovenia | 2016 - 2017 |
| Radomlje         | Eslovenia | 2017 - 2018 |
| Pomurje          | Eslovenia | 2020        |
| Napoli Femminile | Italia    | 2022        |
| Basel Frauen     | Suiza     | 2022 - Act. |

## Palmarés

### Campeonatos nacionales
| Título                 | Club     | País           | Año  |
| ---------------------- | -------- | -------------- | ---- |
| Atlantic 10 Conference | VCU Rams | Estados Unidos | 2021 |

### Distinciones individuales
| Distinción                                 | Año  |
| ------------------------------------------ | ---- |
| Mejor defensa de la Atlantic 10 Conference | 2021 |